# Акутне леукемије
Акутне леукемије су врста леукемије. То су малигне болести хематопоезног система. Карактеришу се ненормалним размножавањем неке од ћелија лимфоидне или мијелоидне лозе, повећањем броја белих крвних зрнаца у периферној крви и повећањем масе белих крвних зрнаца у организму. Један од најчешћих облика је акутна лимфоцитна леукемија. Она напредује врло брзо и може се јавити и код одраслих особа и код деце. Врло тешко се препознаје, а рани симптоми могу бити слични грипу или другим честим болестима. Леукемије чине 10% обољења међу канцерима, а код деце акутна лимфоцитна леукемија је најчешће малигно обољење. Годишње, од разних облика леукемија оболи приближно 13 особа на 100.000 становника.

## Симптоми
Као последица акутне лимфоцитне леукемије јавља се анемија, гранулоцитопенија и тромбоцитопенија. Услед анемије јавља се бледило коже, а болесници се жале на малаксалост, отежано дисање, лако замарање и вртоглавицу. Уколико постоји увећана слезина, анемија је делом последица и појачане разградње еритроцита у увећаној слезини. Код старијих особа може се испољити појавом ангине пекторис или едема плућа. Код већине случајева могу се јавити и неспецифични симптоми попут повишене телесне температуре, бола у костима или зглобовима, отеклина лимфних чворова, лако настајање модрица, крварења из десни и крварења из носа.

## Дијагноза
Дијагноза се поставља прегледом размаза периферне крви и цитолошким прегледом коштане сржи. Налаз великог броја бласта у периферној крви, анемија и тромбоцитопенија иде у прилог акутне леукемије. Дијагноза се потврђује прегледом коштане сржи и налазом преко 30% бласта у њој.

## Лабораторијски налаз
У периферној крви постоје анемија, гранулоцитопенија и тромбоцитопенија. Број леукоцита може да буде смањен, нормалан или повећан. Уколико резултати испитивања крви показују абнормалности, лекар може урадити биопсију коштане сржи. Он такође може извршити спиналну пункцију и узети узорак ликвора. Лекар посматра течност под микроскопом како би установио јесу ли присутне ћелије оболеле од леукемије, тек тада може рећи о каквој се леукемији ради и планирати најбоље могуће лечење.

## Лечење
Могућност излечења зависи од изгледа ћелија леукемије под микроскопом, колико се леукемија проширила,  животној доби болесника и његовом општем здравственом стању. Циљ лечења је ремисија малигног тумора, а то се постиже кад су налази периферне крви и коштане сржи нормални. Акутна лимфоцитна леукемија лечи се комбинацијом хемотерапије и цитостатика.

## Спречавање
У већини случајева узрочник настанка леукемије је непознат, па је тешко пронаћи правилан превентивни модус. Ипак саветује се минимално излагање отровима, зрачењу и хемикалијама, као и правилна исхрана у циљу што бољег имуног одговора организма на штетне агенсе. 